# Чемпионат СССР по тяжёлой атлетике 1937
14-й чемпионат СССР по тяжёлой атлетике прошёл с 27 по 29 апреля 1937 года в Тбилиси (Грузинская ССР). В нём приняли участие 138 атлетов, которые были разделены на 6 весовых категорий и соревновались в троеборье (жим, рывок и толчок).
| Категория                    | Золото                                 | Золото                           | Серебро                            | Серебро                      | Бронза                               | Бронза                       |
| До 56 кг (легчайший вес)     | Моисей Касьяник «Строитель» Запорожье  | 280 кг (82,5 + 87,5 + 110)       | Наум Лапидус «Динамо» Минск        | 260 кг (80 + 72,5 + 107,5)   | Иван Веселов «Буревестник» Сталино   | 260 кг (75 + 80 + 105)       |
| До 60 кг (полулёгкий вес)    | Георгий Попов «Спартак» Киев           | 312,5 кг (85 + 102,5 + 125)      | Алексей Петров «Моряк» Ленинград   | 285 кг (80 + 90 + 115)       | Павел Демидовцев «Динамо» Горький    | 280 кг (82,5 + 85 + 112,5)   |
| До 67,5 кг (лёгкий вес)      | Николай Шатов «Динамо» Ленинград       | 330 кг (92,5 + 107,5 + 130)      | Израиль Механик «Локомотив» Москва | 327,5 кг (100 + 97,5 + 130)  | Владимир Крылов «Строитель» Москва   | 320 кг (92,5 + 97,5 + 130)   |
| До 75 кг (средний вес)       | Николай Кошелев «Зенит» Ленинград      | 345 кг (100 + 105 + 140)         | Константин Милеев «Темп» Минск     | 340 кг (97,5 + 107,5 + 135)  | Дмитрий Поляков «Динамо» Москва      | 337,5 кг (100 + 100 + 137,5) |
| До 82,5 кг (полутяжёлый вес) | Павел Чечин «Локомотив» Днепропетровск | 357,5 кг (107,5 + 102,5 + 147,5) | Ефим Хотимский «Спартак» Киев      | 357,5 кг (115 + 102,5 + 140) | Александр Божко Красная Армия Москва | 352,5 кг (95 + 107,5 + 150)  |
| Свыше 82,5 кг (тяжёлый вес)  | Яков Куценко «Локомотив» Киев          | 380 кг (112,5 + 117,5 + 150)     | Пётр Петров «Строитель» Москва     | 375 кг (117,5 + 112,5 + 145) | Серго Амбарцумян «Динамо» Ереван     | 370 кг (115 + 110 + 145)     |